# Dionýsios Kásdaglis
Pour les articles homonymes, voir Denys.
Dionýsios Kásdaglis (en grec moderne : Διονύσιος Κάσδαγλης), né le 10 octobre 1872 à Salford au Royaume-Uni et mort le 6 juillet 1931 au Caire, est un joueur de tennis gréco-britannico-égyptien. Il a été vice-champion olympique en simple et en double lors des Jeux olympiques de 1896 à Athènes.

## Biographie
Jusqu'en 2008, il était connu sous le nom de Dionýsios Kásdaglis mais à la suite de recherches puis confirmation par des proches, il s'avère que son vrai nom est Demetrius Emmanuel Kasdaglis (anglicisé en Casdagli), né dans le Lancashire, en Angleterre. Son père, russe naturalisé britannique né à Rhodes, était un marchand de coton qui s'est installé à Manchester en 1862 pour développer ses affaires. Demetrius est retourné en Égypte en 1895 afin de prendre en main les affaires familiales sur place. Son petit frère Xenofón y est né en 1880. Dans le rapport officiel des Jeux de 1896, il est considéré comme un Grec domicilié en Égypte, alors qu'il était citoyen britannique, ; ses médailles sont donc considérées dans le total de la Grèce.
Kásdaglis participe au double messieurs avec Dimítrios Petrokókkinos, l'équipe apparaît comme mixte dans la base de données officielle du Comité international olympique. Ce dernier n'est pas référencé et n'a donc pas de nationalité connue, ce qui pourrait signifier que Kásdaglis est cette fois inscrit comme britannique. La Fédération internationale de tennis donne la nationalité grecque à cette paire. Kásdaglis apparaît également comme Égyptien pour d'autres sources. Un rapport officiel de l'époque parle de six Grecs sur les quinze joueurs dans les tournois de simple et double alors qu'au vu du tableau, 7 joueurs grecs jouent le simple ce qui encore une fois laisse songer que l'un d'eux, sans doute Kásdaglis, n'est pas grec.
Ses clubs d'affiliation sont le Alexandria Sporting Club et le Ifitos Kairou.
Son divorce en 1917 avec son épouse grecque Jeanne Casulli a donné lieu une problématique bien connue en droit anglais sur le fait de savoir si un citoyen britannique pouvait élire domicile en Égypte (qui était un protectorat depuis 1914) et être régit par les lois en vigueurs. Casdagli a en effet fait valoir son domicile égyptien afin d'échapper à la loi anglaise. La justice a finalement décidé qu'il était dans son droit.

## Carrière
Kásdaglis dispute le tournoi de tennis en simple, l'emportant sur le hongrois Momcsilló Tapavicza en demi-finale, avant de s'incliner contre le britannique John Pius Boland.
Avec Dimítrios Petrokókkinos en double, ils battent George Stuart Robertson et Teddy Flack en demi-finale, avant d'affronter en finale la paire John Pius Boland-Friedrich Traun. C'est une nouvelle défaite qui donne toutefois la médaille d'argent à Kásdaglis.
Il participe également aux Jeux olympiques intercalés et non reconnus par le CIO en 1906, il joue et perd au premier tour en double mixte avec Euphrosine Paspati.

## Palmarès

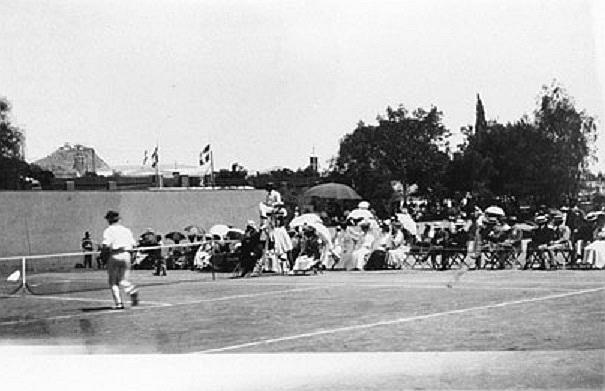
Rencontre entre John Pius Boland et Dionýsios Kásdaglis (Athens Lawn Tennis Club)

### Finale en simple messieurs
| No | Date       | Nom et lieu du tournoi         | Catégorie     | Surface      | Vainqueur        | Score    |          |
| -- | ---------- | ------------------------------ | ------------- | ------------ | ---------------- | -------- | -------- |
| 1  | 06-04-1896 | Jeux olympiques d'été, Athènes | J. olympiques | Terre (ext.) | John Pius Boland | 6-2, 6-2 | Parcours |

### Finale en double messieurs
| No | Date       | Nom et lieu du tournoi        | Catégorie     | Surface      | Vainqueurs                         | Partenaire       | Score         |          |
| -- | ---------- | ----------------------------- | ------------- | ------------ | ---------------------------------- | ---------------- | ------------- | -------- |
| 1  | 06-04-1896 | Jeux olympiques d'été Athènes | J. olympiques | Terre (ext.) | John Pius Boland · Friedrich Traun | D. Petrokókkinos | 5-7, 6-4, 6-1 | Parcours |